# کایادیبی (سنان‌پاشا)
کایادیبی (به ترکی استانبولی: Kayadibi) یک منطقهٔ مسکونی در ترکیه است که در سنان‌پاشا واقع شده‌است.